# Ровный (Краснодарский край)
Ровный — посёлок в Кущёвском районе Краснодарского края. Входит в Глебовское сельское поселение в рамках организации местного самоуправления. В рамках административно-территориального устройства, относится к Степнянскому сельскому округу. Устав Кущёвского муниципального района включает его в состав Глебовского сельского поселения как административно-территориальной единицы.

## География
Расположен в северной части Приазово-Кубанской равнины.
Улицы
- ул. Красноармейская,
- ул. Октябрьская,
- ул. Пролетарская.

## Население
| 2010 |
| ---- |
| 185  |

## История
Ранее входил в состав Степнянского сельсовета.